# Ome Joop's Tour

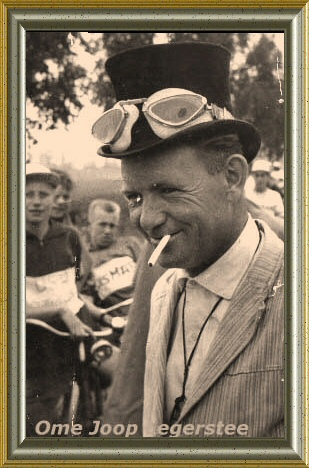
Ome Joop aan de finish van de Tour de Frats in 1958

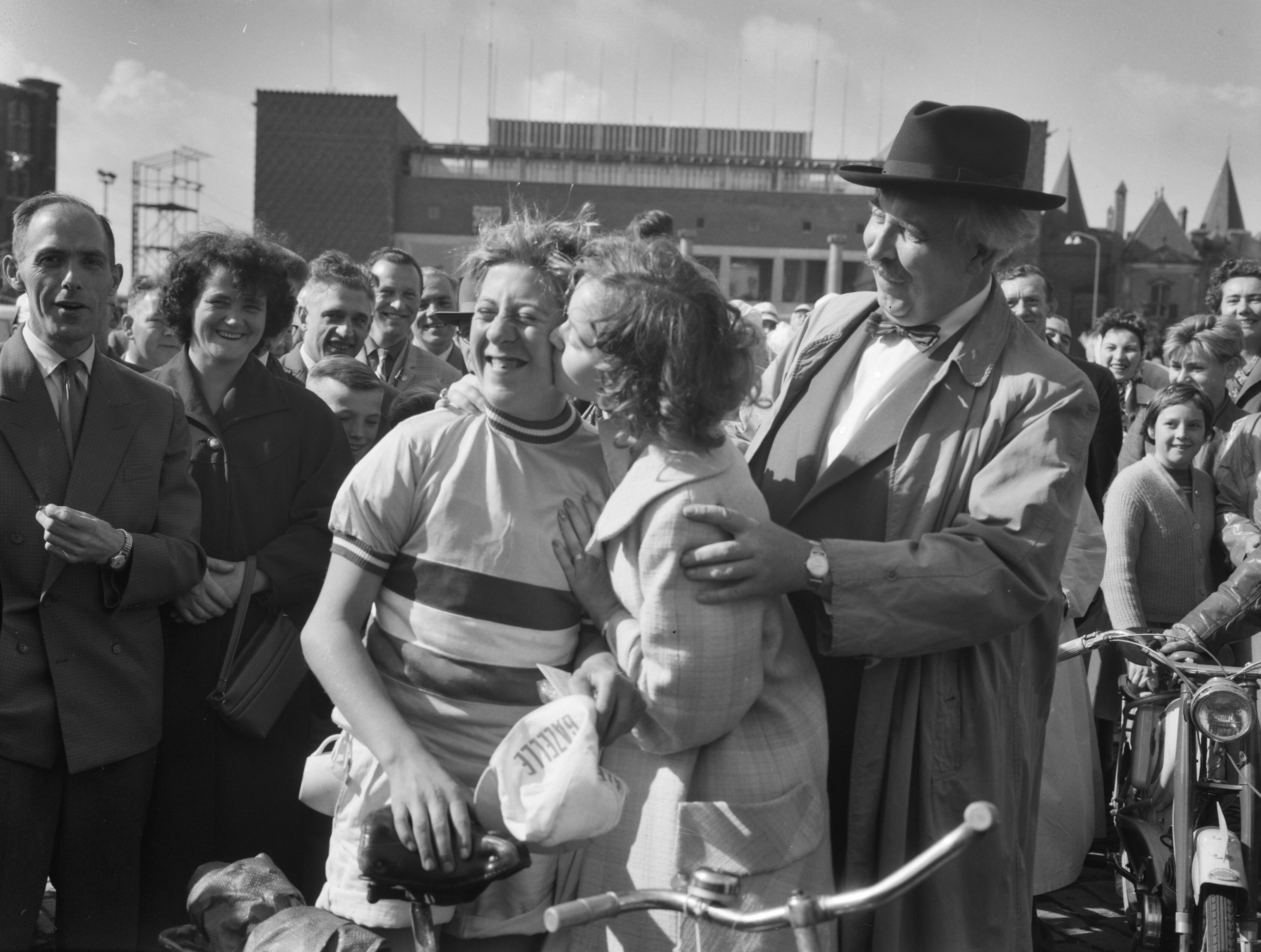
Tour de Verenigde Naties in Arnhem gestart, acteur Hans Tiemeijer met moeder die een van de rennertjes ten afscheid kust, 1960.

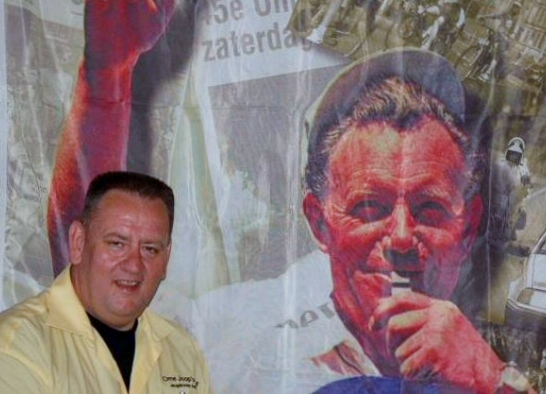
Marcel Legerstee, zoon van de oprichter, drijvende kracht achter Ome Joop's Tour

Ome Joop's Tour is sinds 1950 een jaarlijkse fietsvakantie voor Arnhemse jongens en meisjes vanaf tien jaar. De fietstour door Nederland staat open voor kinderen die nog op de basisschool zitten en verder geen vakantiemogelijkheid hebben. Er worden wielerploegen geformeerd en wedstrijdjes gedaan zoals sprints, langzaam fietsen en behendigheidsritten. Hiermee zijn - net als in een wielerronde - truien te verdienen. Dankzij sponsoring kunnen kinderen tegen een minimale bijdrage deelnemen.

## De geschiedenis

### De naam
In de loop der jaren veranderde de toer een aantal keren van naam:
- Tour der Verenigde Naties (om verbroedering tussen mensen te symboliseren).
- Tour de Frats (afgeleid van de Tour de France).
- vanaf 1986 Ome Joop's Tour.

### De aanleiding
Na de Tweede Wereldoorlog was er in Arnhem veel armoede, de wederopbouw van de stad kost veel energie en er is weinig geld. Kinderen hebben niet veel andere mogelijkheden dan op straat te spelen. In die periode neemt Joop Legerstee in samenwerking met politieagent Van Veldhoven het initiatief voor straatvoetbal op de 'Ronde Weide' in Park Sonsbeek. De kinderen waren daar zo enthousiast over en de animo was zo groot, dat het straatvoetbaltoernooi werd uitgebreid tot de 'olympische Spelen' met hardlopen, hoogspringen, touwtrekken, enzovoort. De prijsuitreiking kreeg een officieel tintje. De winnaars mochten op het 'schavotje' staan en werden gehuldigd. Uit deze straatolympiade, sporttoernooien en buurtactiviteiten groeide een wielerronde voor kinderen, aanvankelijk alleen in de omgeving van de stad. De eerste keer gingen zestig kinderen met deze tour mee.

## De organisatie
In de organisatie en voorbereidingen zijn anno 2023 z'n tien mensen actief. Bij de uitvoering zijn nog zo'n veertig vrijwilligers betrokken. Deze begeleiden ook tal van activiteiten na het fietsen. Vast onderdeel van de Tour is een bezoek aan de Efteling te Kaatsheuvel. De drijvende kracht achter de organisatie is Marcel Legerstee, zoon van de oprichter van de Tour. Beschermheer van 'Ome Joop's tour' is R. van der Zijl, voormalig directeur van de Efteling.

## Fietsen
De ervaring heeft geleerd dat veel deelnemers op fietsen rijden die technisch niet in orde zijn. De organisatie heeft ervaren dat gemiddeld drie op de vier fietsen beschouwd kunnen worden als onveilig. De fietsen worden daarom eerst gekeurd. Daarbij wordt gelijk gebruikgemaakt van de gelegenheid de kinderen voorlichting te geven over het zelf regelmatig nazien en onderhouden van de eigen fiets. In de jaren 1950 had niet iedereen een passende fiets, zo nodig werden ze aangepast door houten blokken op de pedalen te monteren.

## De ronde
Ploegen van meestal zes 'renners' gaan gekleed in het tenue van een sponsor, net als bij professionele wielerteams. Achter de wielerploegen rijden de nodige materiaalwagens en andere belangrijke wagens. Met in hun kielzog een karavaan van begeleiders. Er zijn onder andere een radiowagen, EHBO-wagen, bezemwagen en een tourbus die kinderen die afgevallen zijn opvangt. Daarnaast zijn er jurywagens, een promowagen en motoragenten. Ten slotte is er een foeragewagen voor eten en drinken en een plasbus om bij stops de behoefte te kunnen doen. Wagens die meteen doorrijden naar de volgende overnachtingsplek zijn de bagage-vrachtwagens die daar de spullen van de kinderen en de vrijwilligers vervoeren.
In 2020 bestond Ome Joop's Tour zeventig jaar. In verband met de maatregelen rond de coronapandemie werd alleen een fietstour van een dag door Arnhem gehouden.

## Onderscheiding
Voor het vele werk dat hij voor de kinderen verzet werd Marcel Legerstee in 2006 onderscheiden. Hij werd benoemd tot Lid in de Orde van Oranje-Nassau.